# PIPS:lab

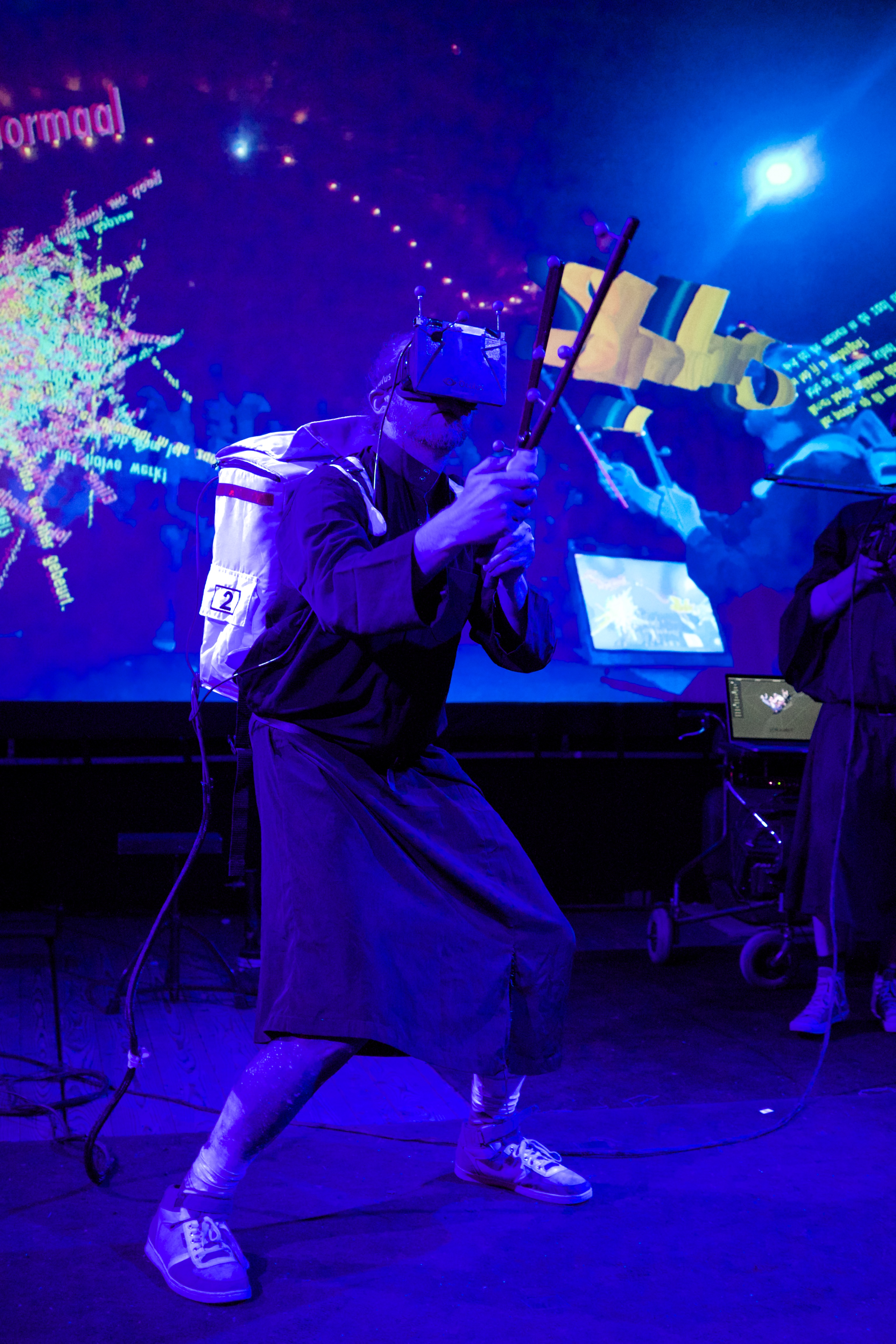
PIPS:lab bij De Parade, 2015

PIPS:lab is een Amsterdamse formatie van vijf kunstenaars uit verschillende disciplines, opgericht in 1999.
PIPS:lab maakt theatervoorstellingen en multimediale interactieve installaties. Shows die PIPS:lab heeft opgevoerd zijn Wortal Combat III (2004), The Washing Powder Conspiracy (2005) en DieSpace (2007) en "Archie & the Bees". 
De belangrijkste doelstelling van PIPS:lab is door het verenigen van kunstzinnige disciplines nieuwe kunstvormen te laten ontstaan. Alle gebruikte software is zelf geschreven en een deel van de hardware is zelf ontwikkeld. PIPS:lab gebruikt uitsluitend live video en audio materiaal in alle shows en installaties en streeft in alles wat ze doen naar interactie met het publiek. 
PIPS:lab bestaat uit: Keez Duyves, Yorick Heerkens, Thijs de Wit en Daan van West.
PIPS:lab werd opgericht door uitvinder en visueel kunstenaar Keez Dyves, fotograaf Remco Verveer en theatermaker en acteur Thijs de Wit. De overige leden hebben verschillende kunstzinnige disciplines. Daan van West is componist, muzikant en sinds enige tijd ook uitvinder. De groep leerde elkaar kennen op de middelbare school in Bergen. 
Naast theatervoorstellingen ontwikkelt PIPS:lab verschillende interactieve installaties zoals de Luma2solator, de Clipfanger en de Soap-o-Matic.  

## Voorstellingen
PIPS:lab heeft vier theatervoorstellingen gemaakt die op festivals en in theaters in binnen- en buitenland te zien zijn geweest.

### Archie & the bees
In 2009 maakte PIPS:lab hun vierde voorstelling getiteld Archie & the bees. De naam refereert aan RGB, op z'n Engels uitgesproken ar gee bee. RGB staat voor rood, groen en blauw. Deze kleuren zijn de basis van de Radarfunk, een nieuwe PIPS:lab-installatie die kleuren koppelt aan ritme. Archie & the bees is een muzikale en multimediale theatervoorstelling met als voornaamste thema de onderlinge egoproblematiek van de spelers. PIPS:lab nodigt hun groepstherapeut uit op het podium om de problemen in de interne pikorde op te lossen. Deze therapeut laat de spelers allerlei oefeningen doen om de samenwerking te bevorderen. De spelers gaan overgooien met licht, doen aan ritmische kleurentherapie en de hoogste in de pikorde krijgt kritiek te horen die hij met licht in de lucht opschrijft en zo met zich meedraagt, terwijl de rest van de groep een liedje over hem zingt. De show heeft een sterk absurdistisch karakter maar is geheel gebaseerd op de werkelijkheid.
Archie & the bees ging in juni 2009 in try-out vorm in première op theaterfestival De Parade in Den Haag en deed vervolgens Utrecht en Amsterdam aan. De show is in het seizoen 2009-2010 onder meer te zien in Tilburg, Eindhoven, Heerhugowaard, Rotterdam en Amsterdam.

### DieSpace
DieSpace is een multimediaal en muzikaal theaterstuk over virtueel leven na de dood. PIPS:lab liet zich inspireren door de opkomst van internetcommunity's en netwerksites en bedacht het equivalent voor MySpace voor overleden mensen: DieSpace. In de show illustreren ze de relevantie van het bestaan van DieSpace: door toenemende vergrijzing zijn er steeds meer mensen die overledenen kennen. Iedereen in het publiek krijgt een klein lampje waarmee ze tijdens de show hun naam en leeftijd in de richting van de camera schrijven, via de computer wordt dit gekoppeld aan het juiste gezicht in het publiek. De computer kiest willekeurig iemand die wordt gevraagd op het podium een DieSpace Light account aan te maken. PIPS:lab stopt de ziel van de deelnemer in hun computer en biedt de deelnemer een eeuwig virtueel leven aan. Dit schouwspel wordt afgewisseld met de muziek van karakters Ans Jovish, Agaath Dood en An Dijvie. Daarbij vertoont ook Ans Jovish haar kunsten op de stuntrollator.
DieSpace is gemaakt in 2007 en is een coproductie van Paradiso-Melkweg Productiehuis in Amsterdam. DieSpace was onder andere te zien op Oerol 2007 (Terschelling), De Parade 2007 en Frascati (2007, Amsterdam). DieSpace is mede mogelijk gemaakt door Fonds voor Amateurkunst en Podiumkunsten, Amsterdams Fonds voor de Kunsten, Prins Bernhard Cultuur Fonds en het VSB Fonds.

### The Washing Powder Conspiracy
The Washing Powder Conspiracy is een muzikaal, interactief, multimedia-theaterconcert. Vocalen, verschillende percussie-instrumenten en computers zijn de voornaamste muzikale hulpstukken. De show is absurdistisch van karakter: waspoedermerken worden als metafoor gebruikt voor grote hedendaagse thema's als democratie, kapitalisme, oorlog en commercie. De spelers zijn gekleed als wasvrouwen en gebruiken strijkbouten, een wasmachine en wasmanden als percussie-instrumenten. Videomateriaal wordt live opgenomen, verknipt tijdens de voorstelling en in een ritmische sequentie van beelden opnieuw getoond.
The Washing Powder Conspiracy was tussen 2005 en 2008 onder meer te zien in: 
- Millenaris, Budapest, Hongarije
- Maison Folie Moulins, Lille, Frankrijk
- Pickup Club, Paradiso, Amsterdam
- Club11, Amsterdam
- Festival AudioVisiva, Milan, Italië
- Playgrounds AudioVisual Arts Festival, De Nieuwe Vorst, Tilburg
- STRP Festival, Klokgebouw Strijp-S, Eindhoven
- Podium Mozaiek, Amsterdam
- Festival De Parade, Rotterdam, Den Haag, Utrecht, Amsterdam
- The best tof PIPS:lab, Paradiso, Amsterdam
- Rive Creative, Cividale, Italië

### Wortal Combat III
Wortal Combat III is een theatrale, interactieve spelshow en tevens de eerste grote voorstelling van PIPS:lab. Wortal Combat III ging in 2004 in première en het jaar daarop won de show op theaterfestival De Parade de publieksprijs de Gouden Mus. 
In Wortal Combat III komen de fictieve game helden Pacman en Duke Nuke'm tot leven en strijden ze om de liefde van Lara Croft. Leden van het publiek dienen hen te helpen door voor een van de strijders het levensgrote spel Pong te spelen op het podium. Eveneens iemand uit het publiek neemt de rol van Lara Croft aan. 

## Installaties

### De Clipfanger
De Clipfanger, in 2000 ontwikkeld door PIPS:lab, is een installatie die zijn publiek opslaat in beeld en geluid en verwerkt tot een videoclip. Deze installatie is interactief omdat de kijker automatisch deelnemer wordt. Men kan een liedje kiezen, welke te horen is tijdens het afspelen van het door de deelnemer(s) opgenomen beeld- en geluidsmateriaal. De clip is meteen na de opname terug te zien. Tevens voegt PIPS:lab een eigengemaakte techniek toe die ze bartendering noemen. Dit is een remix procedure die willekeurig audio- en visueel materiaal ritmisch knipt en samenvoegt.
De Clipfanger is gemaakt in samenwerking met KPN en theaterfestival De Parade. De grafische kunst op de machine is gemaakt door Amsterdams kunstenaarscollectief Hotmamahot. 
De Clipfanger stond eerder op de volgende plaatsen:
- Lowlands Festival 2009
- Trouw Amsterdam 2009
- De Parade (Rotterdam, Den Haag, Utrecht, Amsterdam) 2007
- Motel Mozaïque 2009
- Open Haven Festival 2007

### De Luma2solator
De Luma2solator is een installatie gebaseerd op Lumasol, dit is de overkoepelende naam voor alle fotografische lichtopnames. De Luma2Solator gaat een stap verder dan dit omdat de installatie interactief is en wordt gecombineerd met audio. PIPS:lab ontwikkelde een real-time equivalent voor het fotografische principe van een open sluiter. Hierdoor is het mogelijk tijdens het lumasollen, het schilderen met licht, direct te zien wat men aan het doen is. De Luma2solator heeft een on-board flitser die de kunstenaar vastlegt met zijn of haar lichtschilderij. De participant kan lichttekeningen maken met elk voorwerp waar licht uit komt. PIPS:lab stelt hiervoor verschillende kleuren zaklampen en lichtzwaarden ter beschikking. 
PIPS:lab streeft in alle shows, installaties en technieken naar manieren om het publiek te laten participeren. De Luma2solator doet dat op twee manieren: leden van het publiek worden zowel onderwerp van het kunstwerk als de kunstenaar zelf. 